# 塔ノ岳
塔ノ岳（とうのだけ）は丹沢山地の南部にある標高1,491 mの山。神奈川県秦野市、愛甲郡清川村、足柄上郡山北町の境目に位置する。

## 概要
関東山地を構成する丹沢山地の一角をなし、丹沢大山国定公園に属す。山頂周辺はシカの食害が問題となっている。
塔ヶ岳・塔ノ峰・御塔・尊（孫）仏山（そんぶつさん）など多くの呼称を持つ。江戸時代末期から明治・大正・昭和期には近隣農村の人々が雨乞いや害虫除けを祈願する信仰登山で賑わった。また祭礼日の露天賭博にも近隣から多くの人が集まった。かつて山頂を約70mほど下った北斜面に別称の尊仏山の由来となった高さ二丈五尺（７m６０cm、『新編相模国風土記稿』では五丈八尺とする）ほどの巨岩「尊仏岩」（黒尊仏、狗留孫仏）があって秦野盆地や山北町玄倉の人々の信仰を集めていた。また、江戸時代は山頂に一尺五寸（約４５㌢）ほどの石塔があって、そこで日向山霊山寺（日向薬師）や登山口大倉の山伏たちが採灯護摩修行を行っていた。塔ノ岳の山名はその塔に由来する。なお、山頂に建つ山小屋「尊仏山荘」の名は尊仏岩に由来している。尊仏岩は関東大地震の余震である丹沢地震 (M 7.3) で大金谷へ転落し現存しない。

## 登山
丹沢の山々の中でも展望の良さで知られ、天気がよければ富士山や南アルプスといった山岳。房総半島や三浦半島、伊豆半島。海に浮かぶ遠方の島々まで360°の雄大な眺望を期待することができる。
北に丹沢山、東には新大日、南西には鍋割山などの山が位置する。
首都圏に近く交通の便がよいため登山者に人気がある。
日本経済新聞がYAMAPを使用して集計した「2023年に登頂回数が多かった山」ランキングでは全国4位を記録した。
登山者の増加により大倉尾根の侵食裸地化が問題となっており、植生復元の試みがなされているが、悪化する一方である。

### 登山道
登山道は、大倉より大倉尾根、ヤビツ峠より表尾根の二本が一般的なルートである。この他に、二俣より小丸歩道（通称訓練所尾根）、札掛より長尾尾根、塩水橋より天王寺尾根・丹沢山経由、あるいは鍋割山経由、戸沢出合より政次郎尾根か天神尾根、書策新道（かいさくしんどう, 廃道にて立ち入り禁止）、ユーシンより尊仏の土平（そんぶつのどたいら）を経て登る道などがある。
塔ノ岳山頂よりユーシンに向かう尾根を、高度100 m余り下ったところに不動の清水がある。丹沢の尾根筋では数少ない水場のひとつ。
- 大倉尾根：渋沢駅よりバスにて大倉下車、登り3時間30分、下り2時間20分[3]
- 表尾根：秦野駅よりバスにてヤビツ峠下車、登り4時間5分、下り3時間15分[3]
- 丹沢山まで、登り1時間10分、下り1時間[3]
- 三ノ塔まで、登り2時間25分、下り1時間55分[3]

### 登山施設
- 尊仏山荘[4]
- 花立山荘[4]
- 堀山の家
- 駒止茶屋
- 見晴茶屋
- 観音茶屋

山頂に尊仏山荘があり、大倉尾根稜線の上部から下部にかけて花立小屋から観音茶屋までの山小屋がある。またかつては、山頂の大倉尾根最上部側に日の出山荘があったが、80年代に閉鎖されて長らく廃屋のまま放置された後に2013年3月に撤去された。さらに大倉尾根の見晴茶屋と観音茶屋の中間地点にあたる迂回路に大倉高原山の家があったが、2022年に解体撤去されて無料のテントサイト「大倉高原テントサイト」としてリニューアルされた。表尾根稜線上の小屋は当該ページを参照のこと。

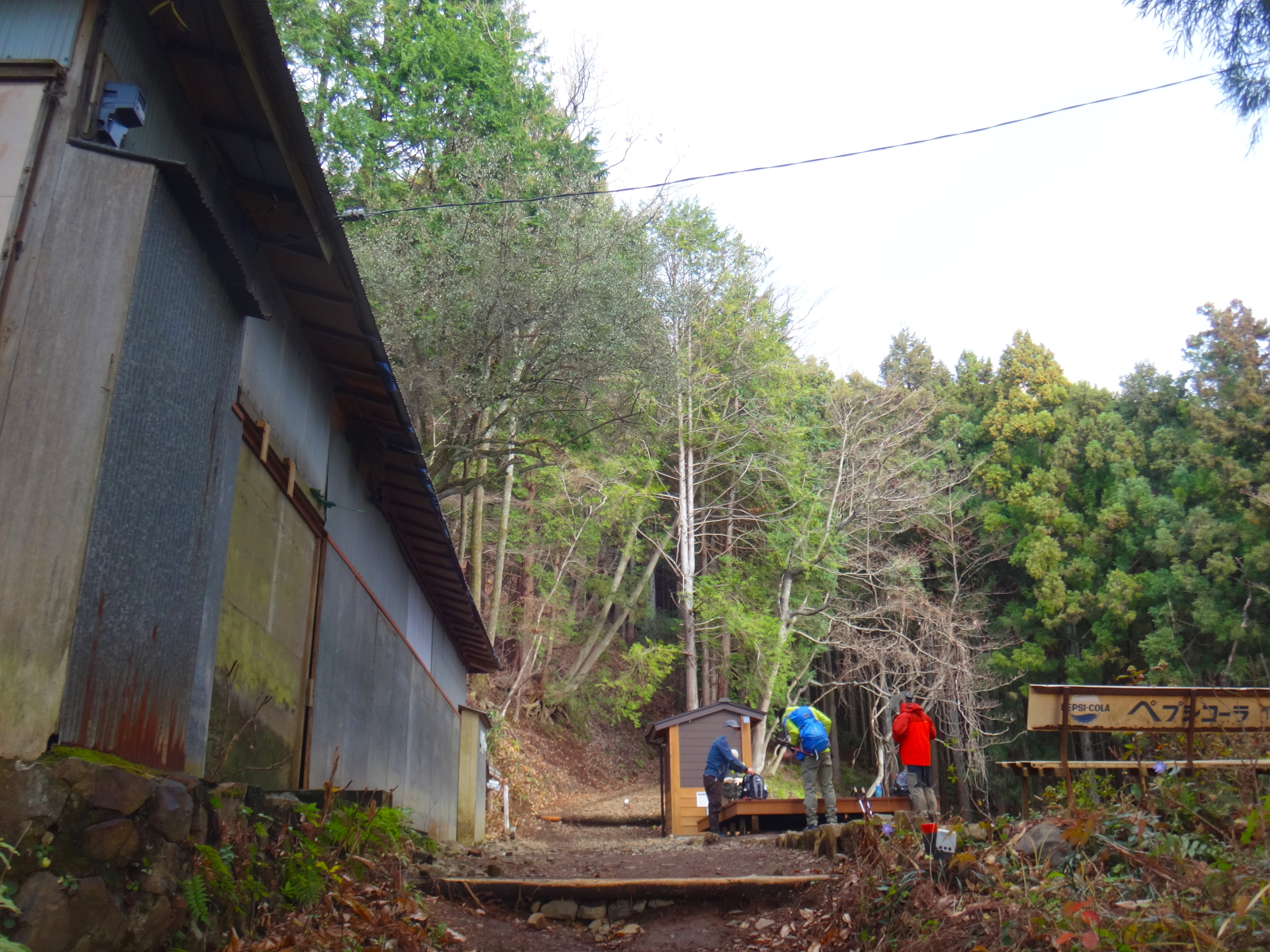
観音茶屋
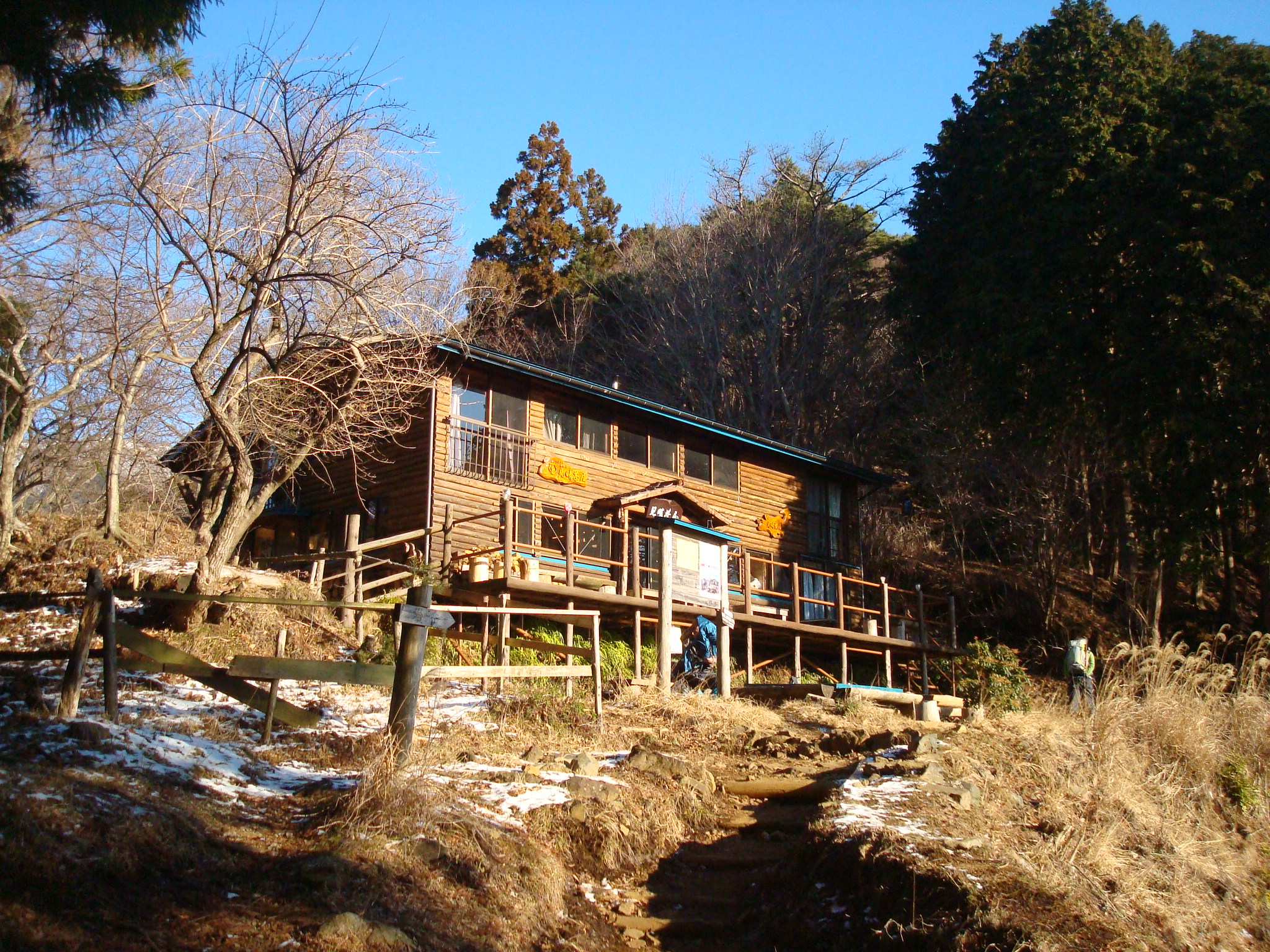
見晴茶屋
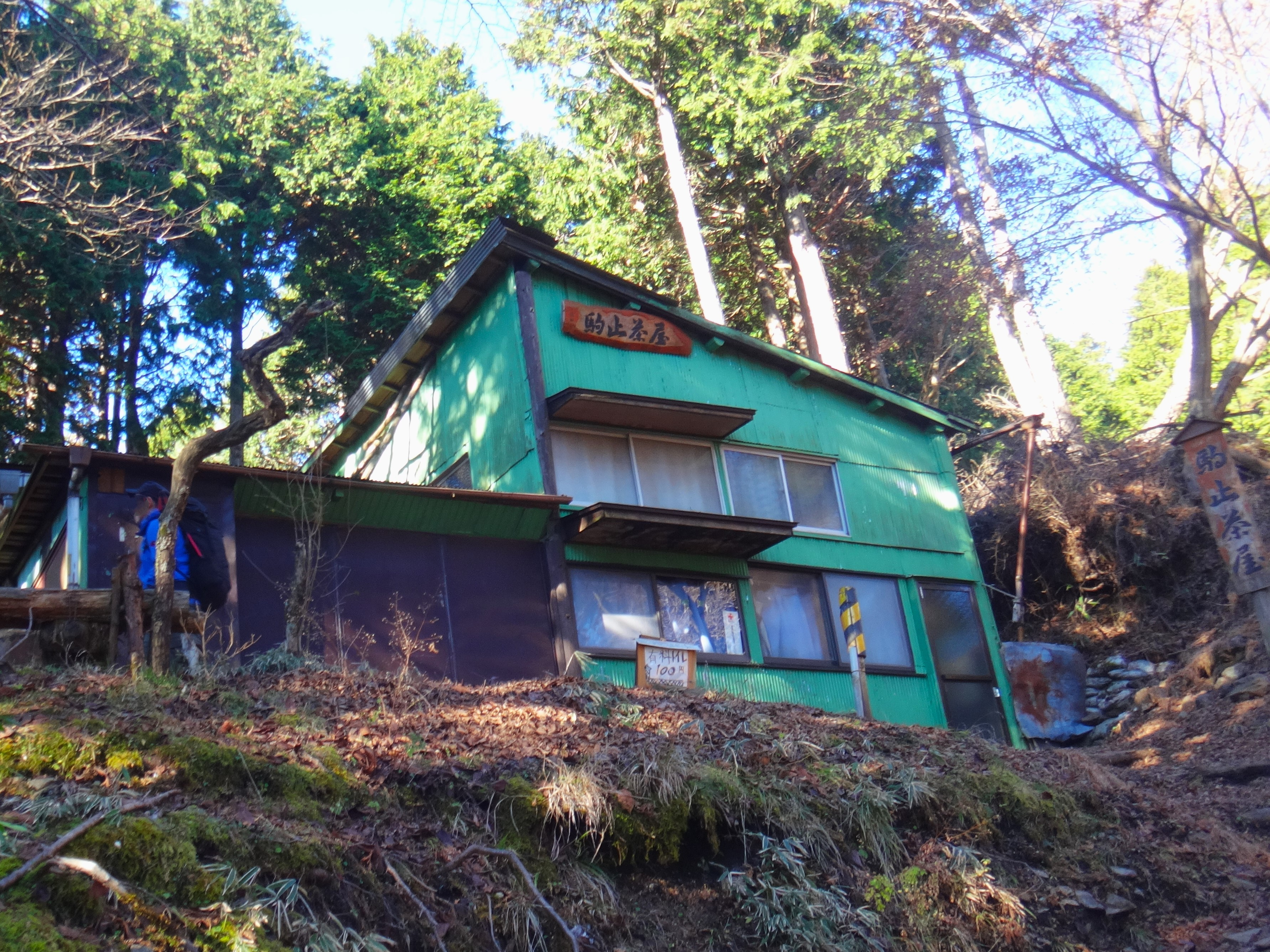
駒止茶屋
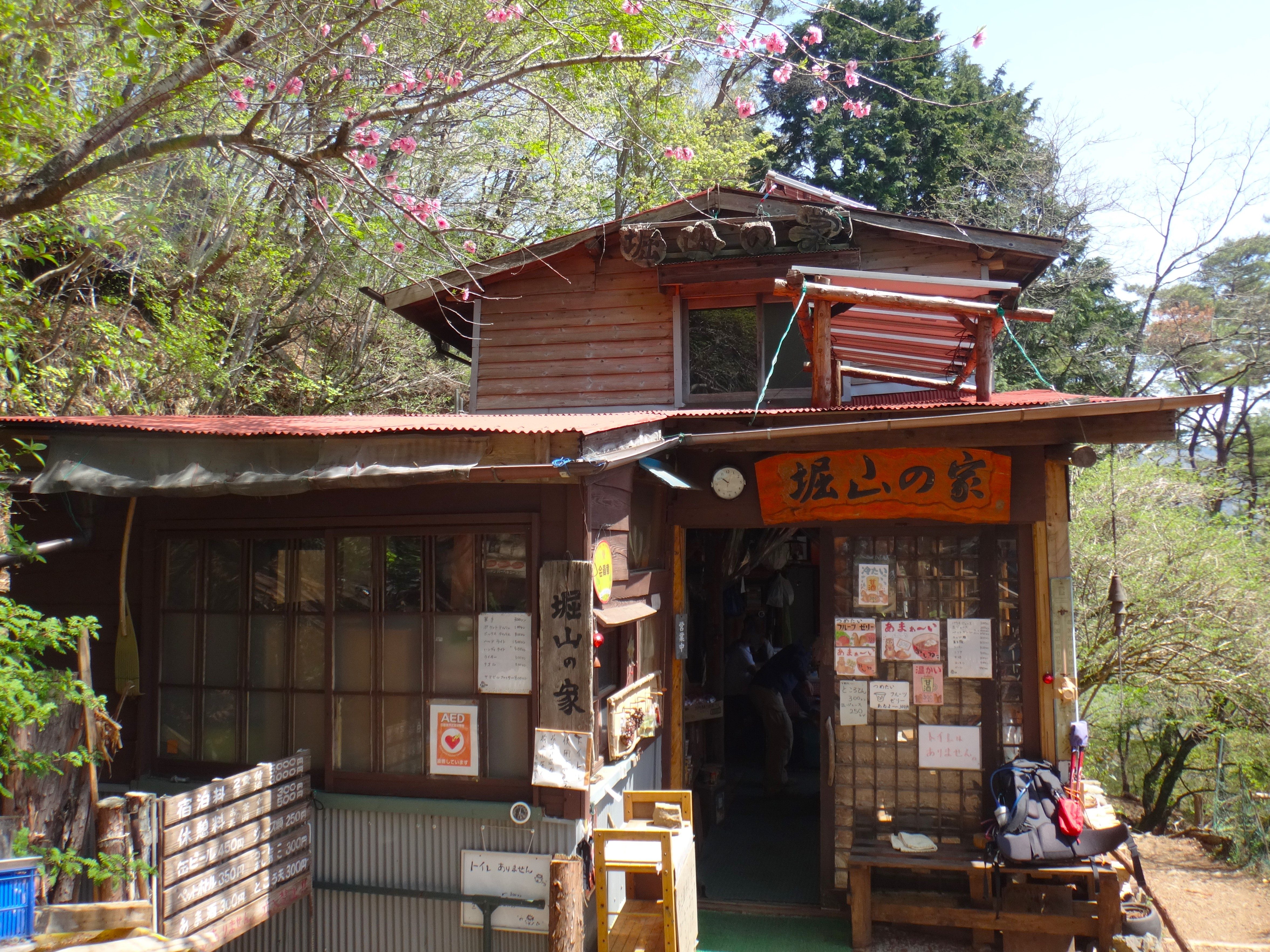
堀山の家
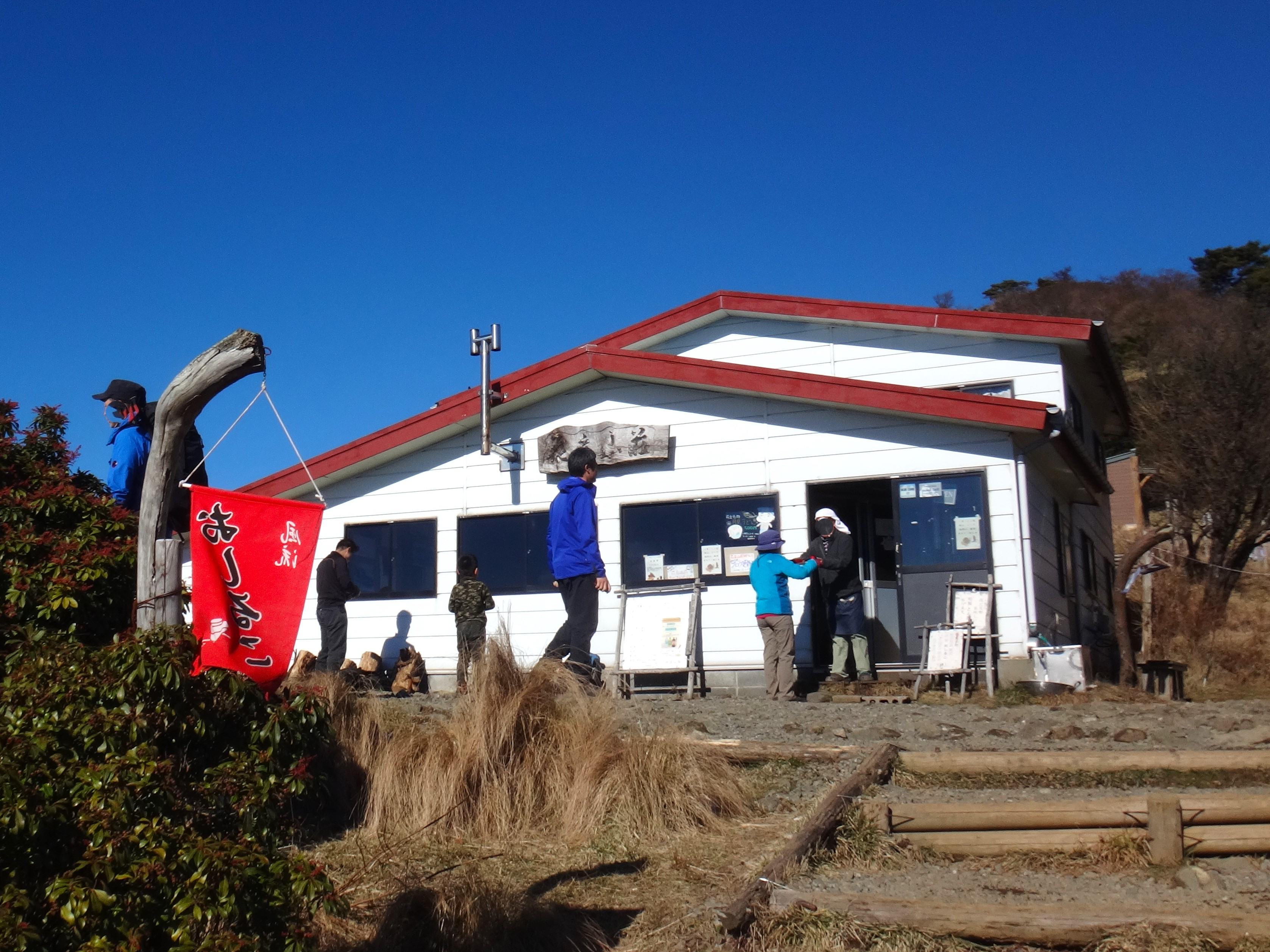
花立山荘

## 塔ノ岳の風景

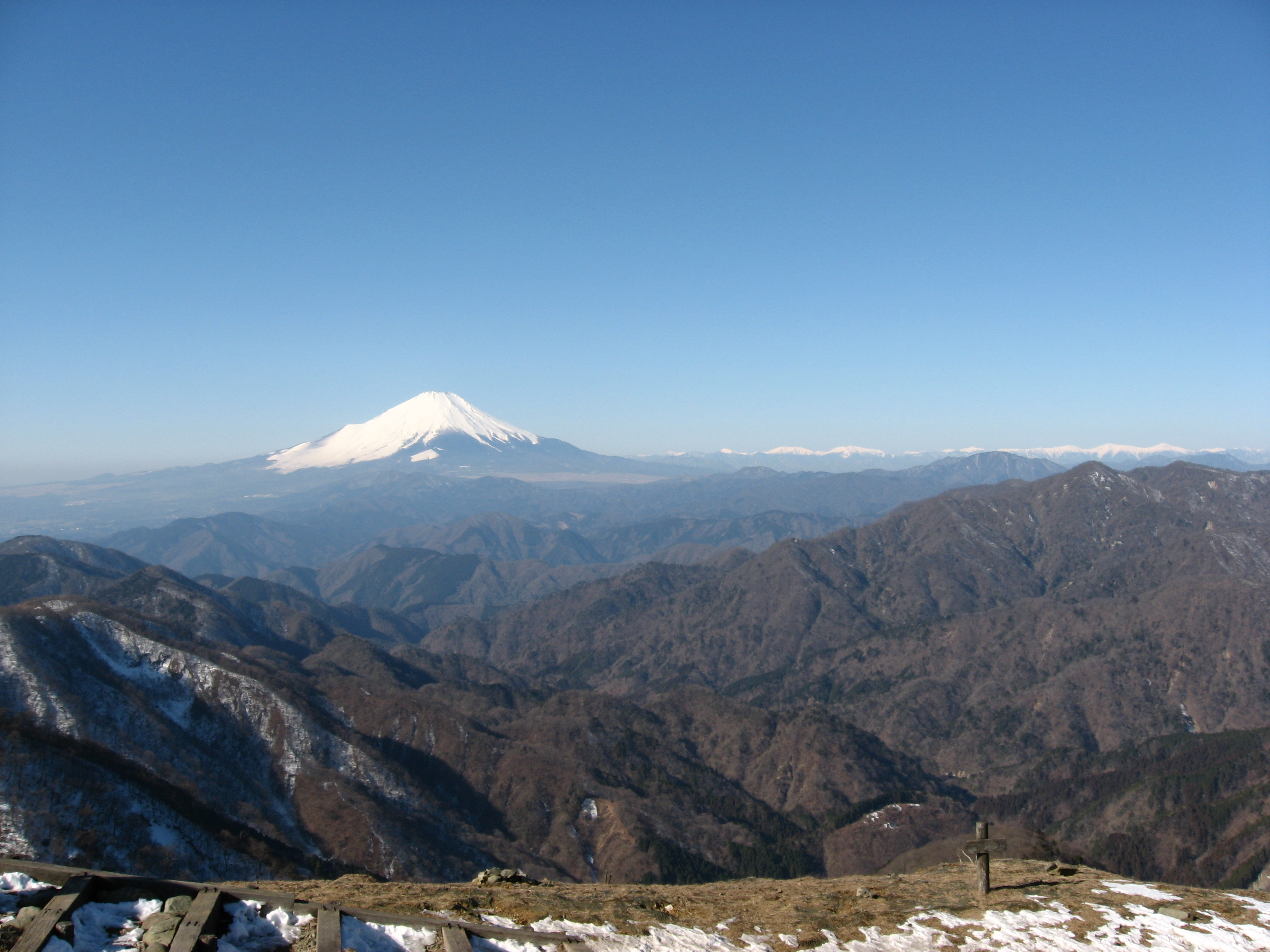
山頂から富士山と南アルプス
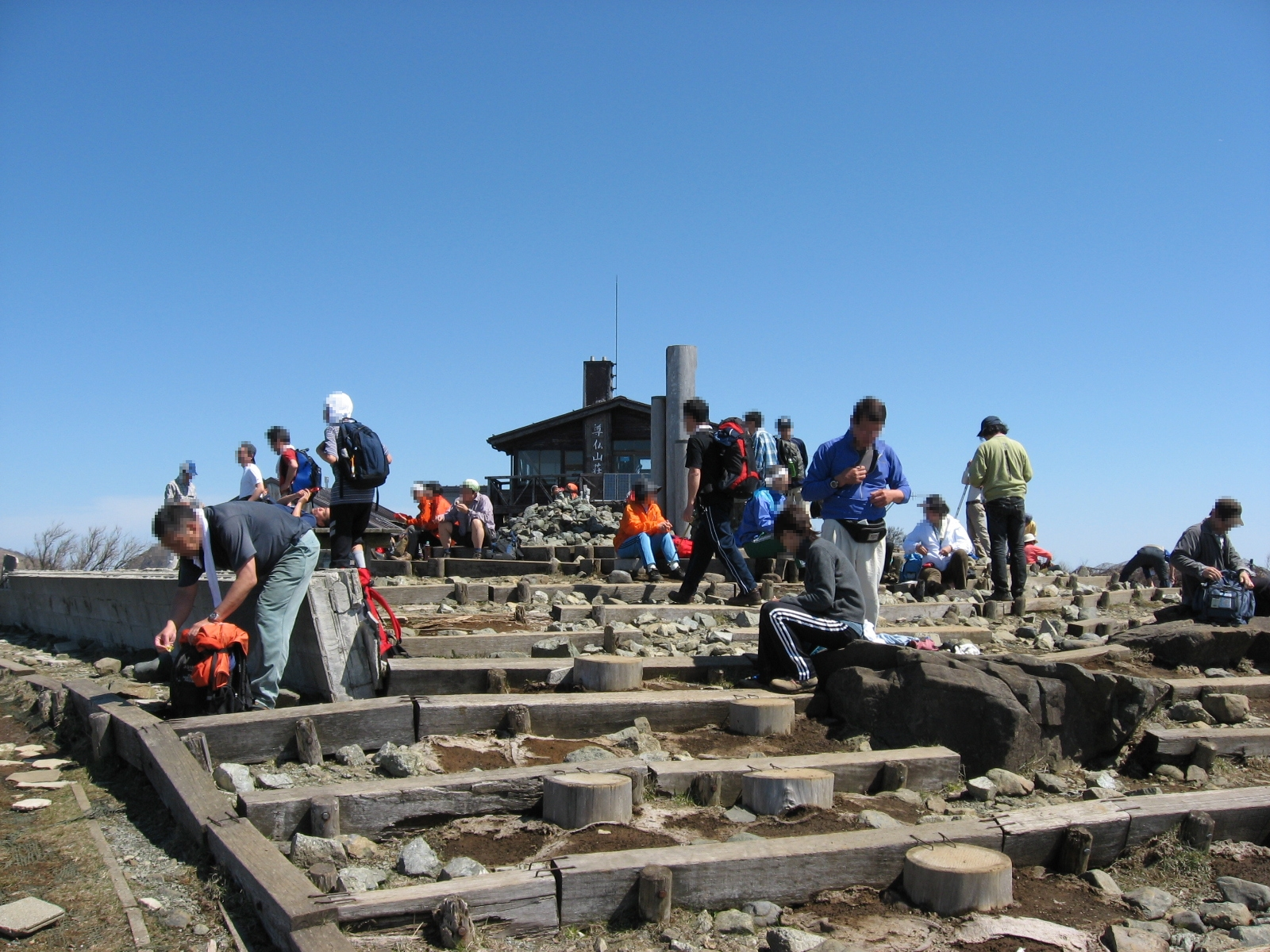
登山者で賑わう山頂
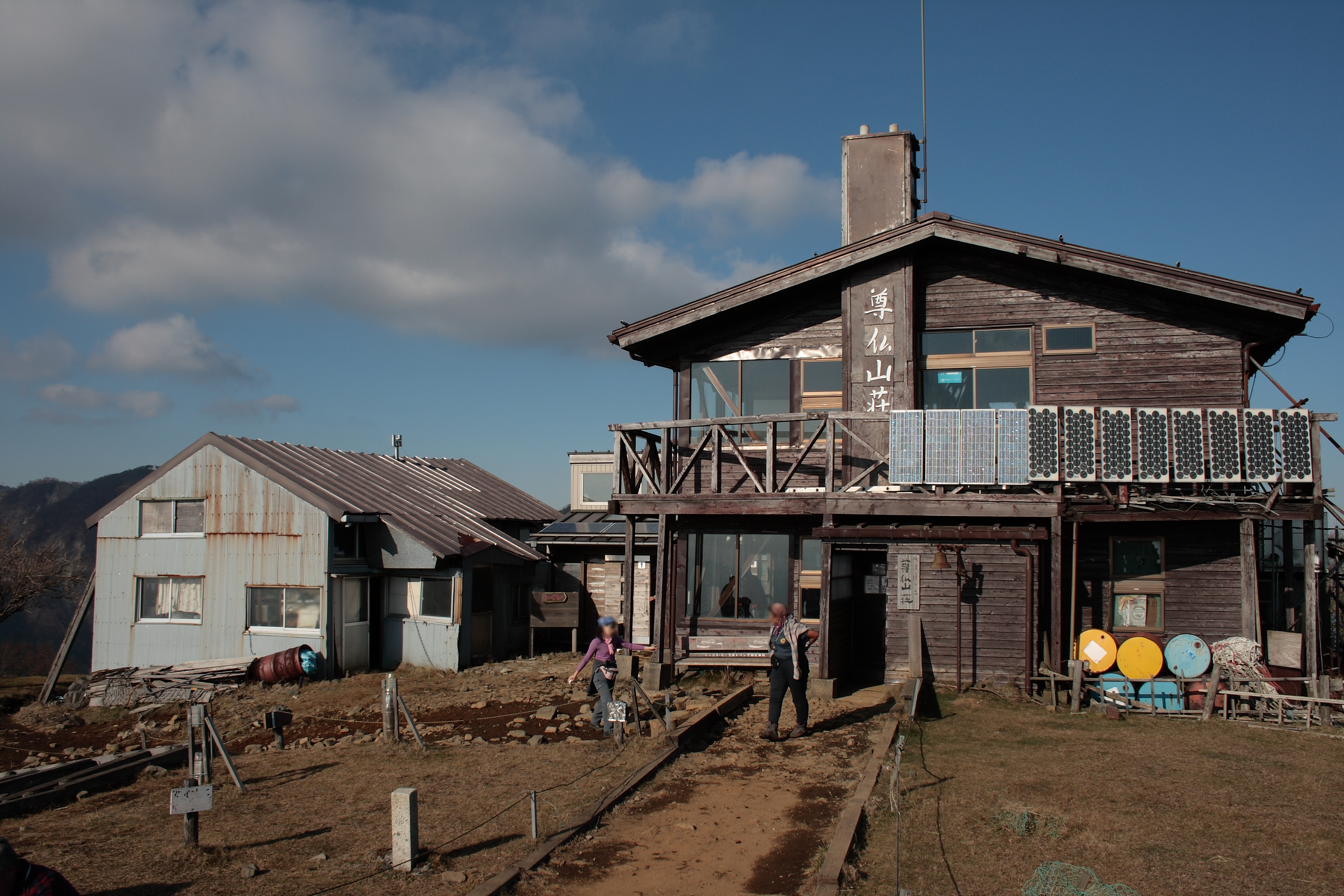
尊仏山荘
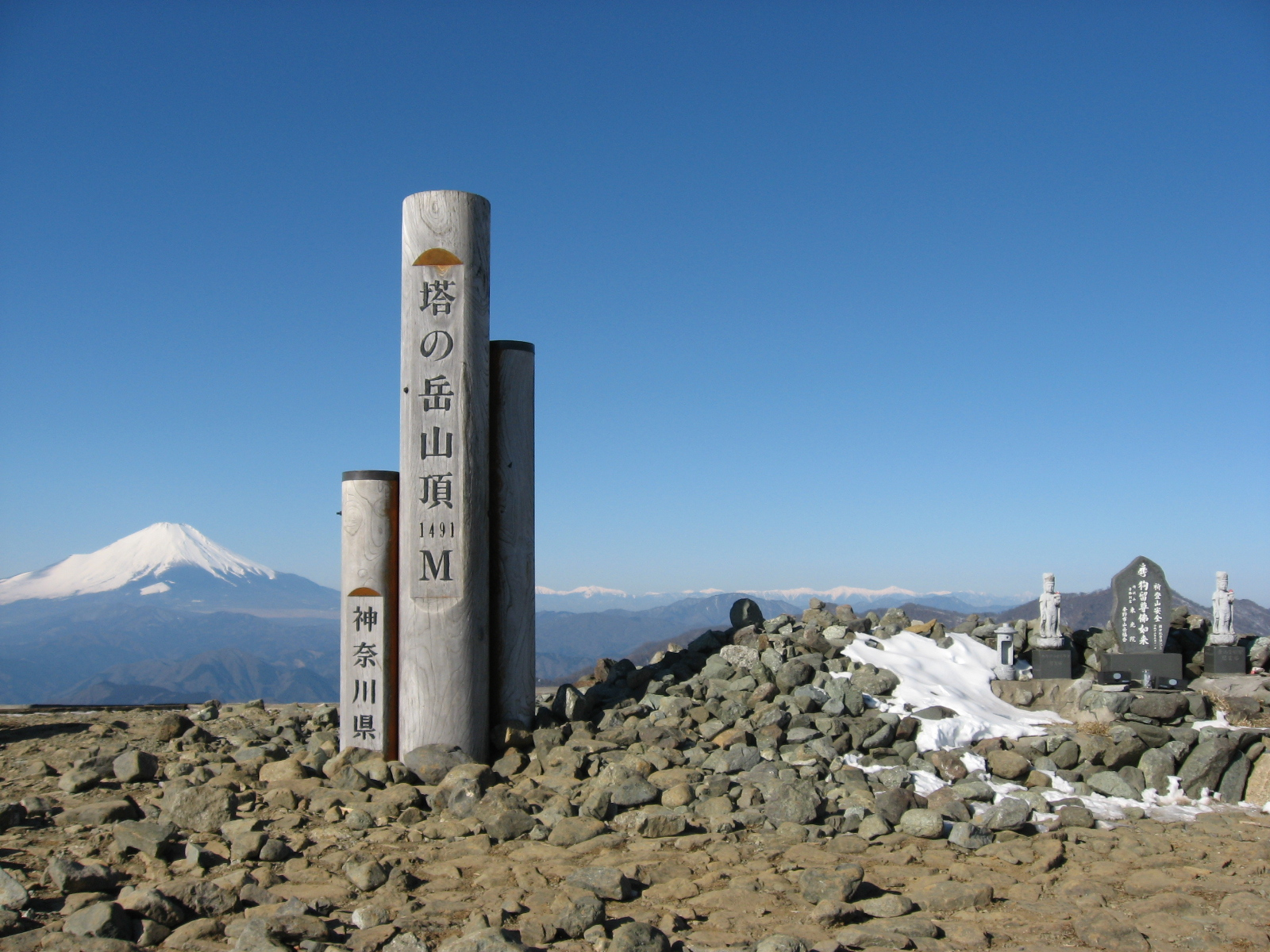
頂上の山頂碑
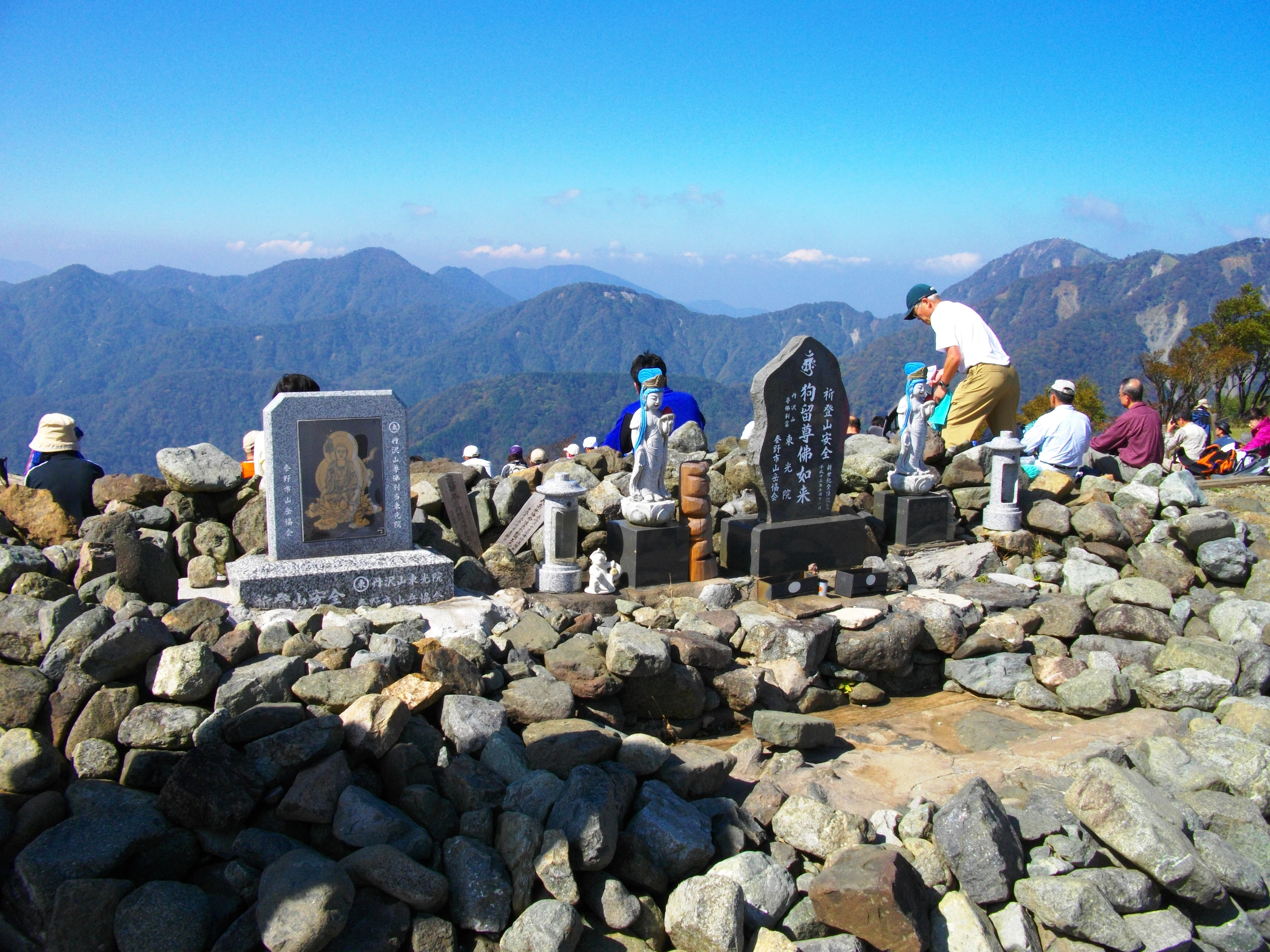
頂上の宗教関係施設
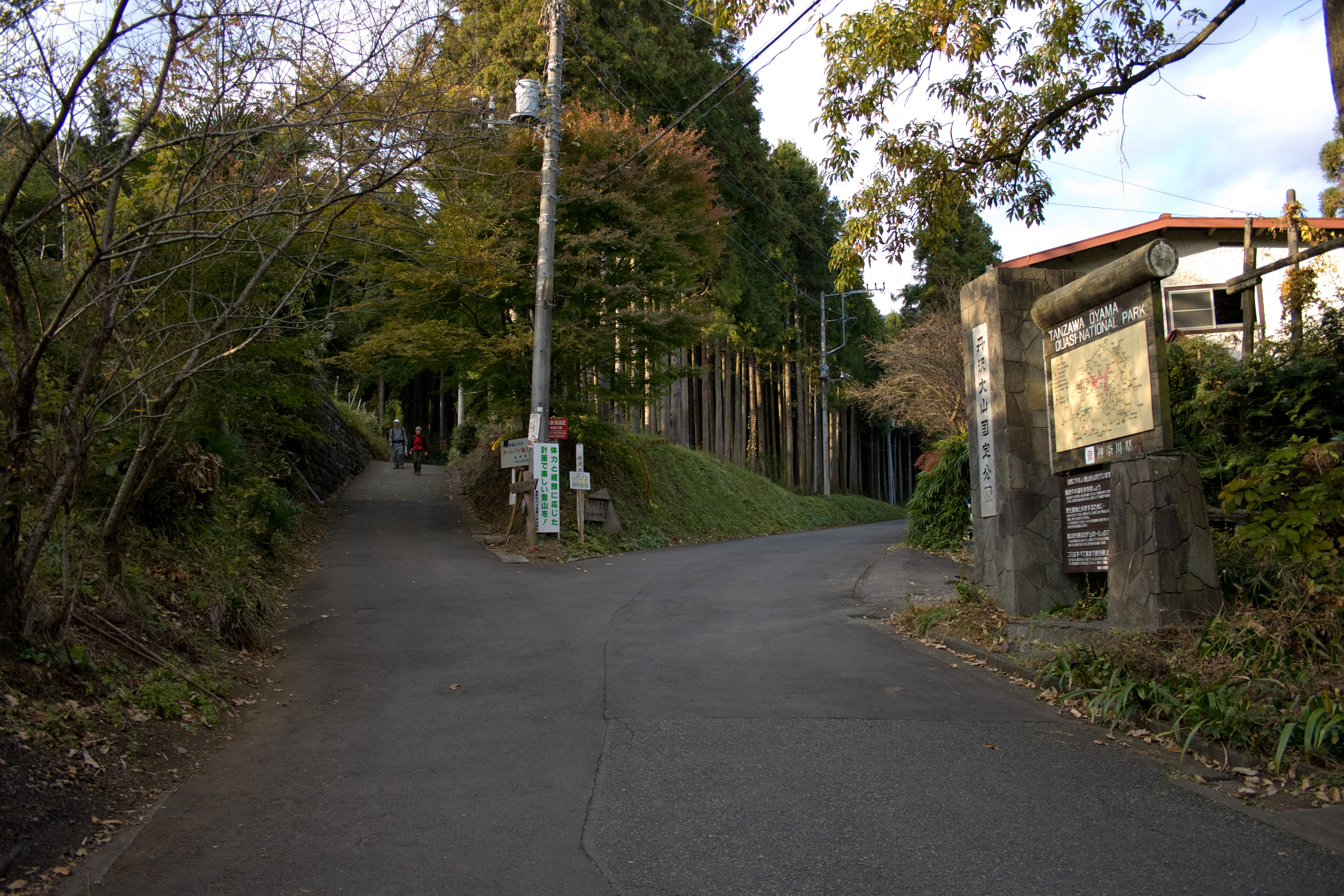
大倉尾根の登山口
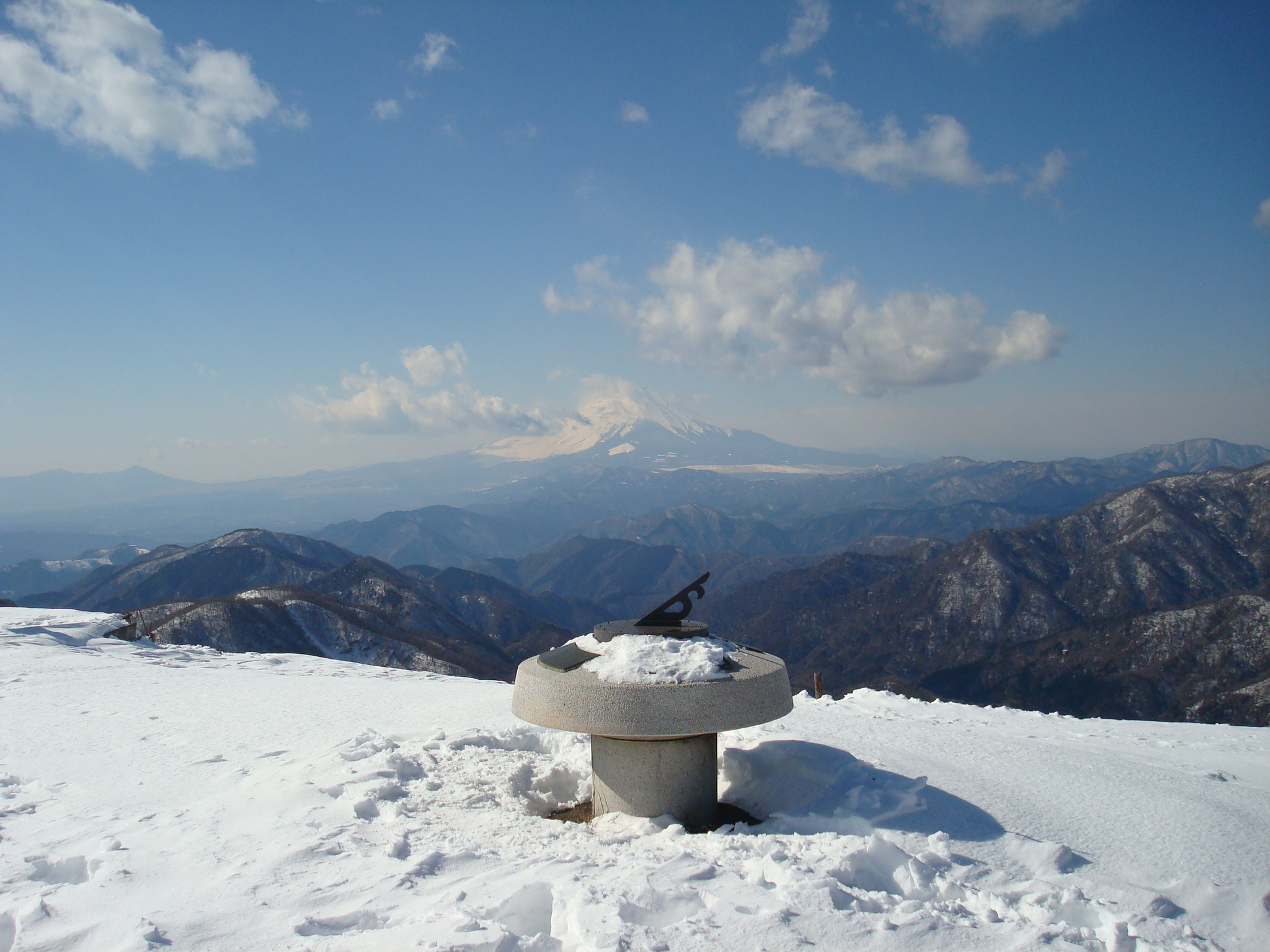
雪の塔ノ岳から富士山
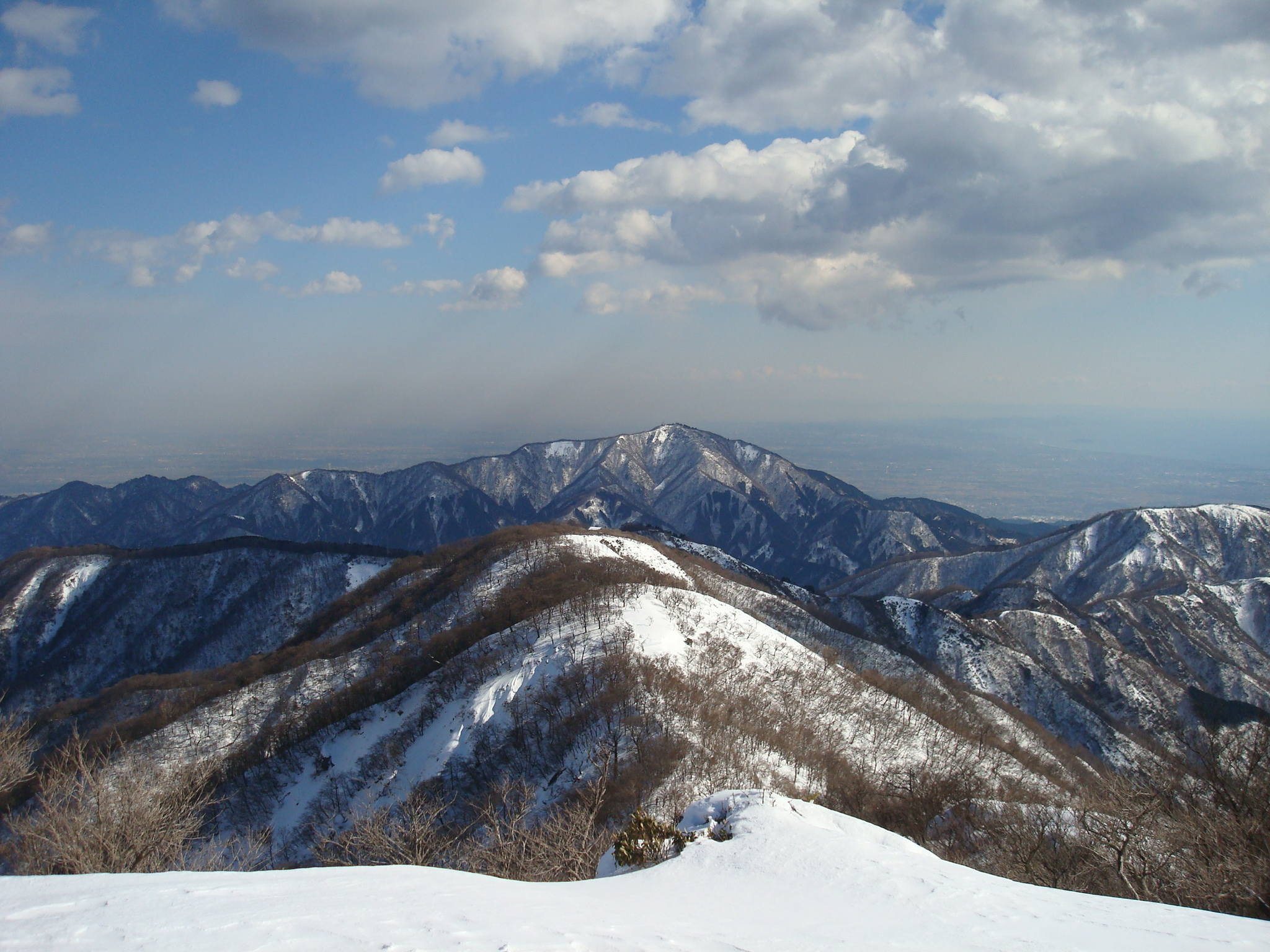
雪の塔ノ岳から大山
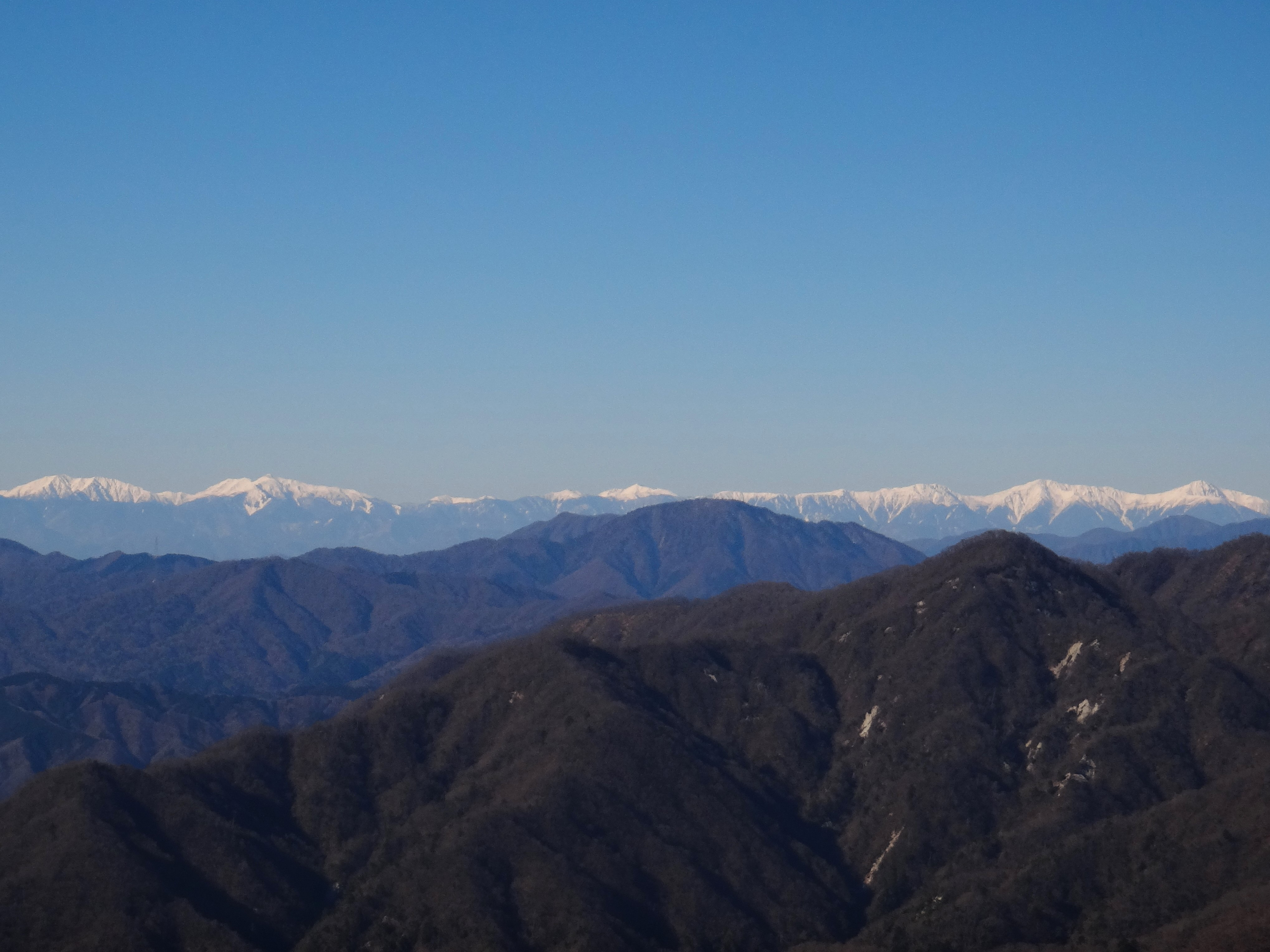
塔ノ岳から南アルプス（赤石岳～北岳）
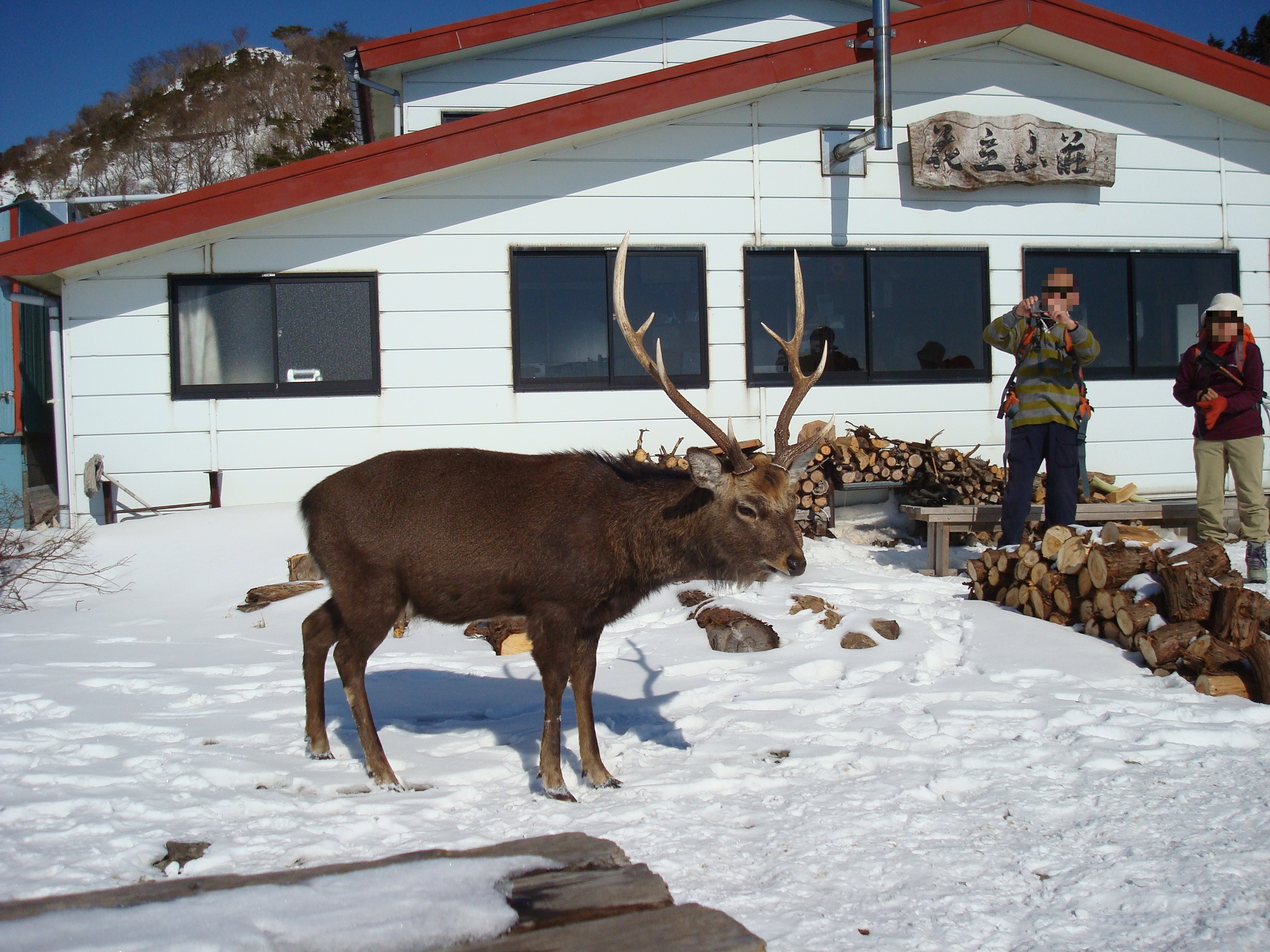
花立山荘に現れた男鹿

## 周辺の山
丹沢主脈
- 日高 (1,461 m)
- 竜ヶ馬場 (1,504 m)
- 丹沢山 (1,567 m)

表尾根
- 木ノ又大日 (1,396 m)
- 新大日 (1,340 m)
- 行者岳 (1,209 m)
- 烏尾山 (1,136 m)
- 三ノ塔 (1,205 m)

鍋割山稜
- 大丸 (1,386 m)
- 小丸 (1,341 m)
- 鍋割山 (1,273 m)

## 参照
1. ↑  “「『黒尊佛山方之事』（『大山御師文書』）”. musictown2000.sub.jp. 2020年4月7日閲覧。
2. ↑  低山人気を「宝の山」に『日本経済新聞』2024年（令和6年）2月10日土曜版1面
3. 1 2 3 4  山と高原地図 28.丹沢 2013 昭文社
4. 1 2  “特則承認を受けた液化石油ガス販売事業者及び対象となる山小屋等一覧”.   経済産業省. 2022年2月28日閲覧。